# Bajestan (Verwaltungsbezirk)
Bajestan (persisch شهرستان بجستان) ist ein Schahrestan in der Provinz Razavi-Chorasan im Iran. Er enthält die Stadt Bajestan, welche die Hauptstadt des Verwaltungsbezirks ist.

## Demografie
Bei der Volkszählung 2016 betrug die Einwohnerzahl des Schahrestan 31.207. Die Alphabetisierung lag bei 85 Prozent der Bevölkerung. Knapp 49 Prozent der Bevölkerung lebten in urbanen Regionen.
| Zensusjahr | Einwohnerzahl |
| ---------- | ------------- |
| 2011       | 30.664        |
| 2016       | 31.207        |